# Werner Lueddecke
Werner Lueddecke (* 23. Januar 1920 in Berlin; † 16. August 1996 ebenda) war ein deutscher Politiker (SPD).
Werner Lueddecke besuchte eine Aufbauschule und machte ab 1936 eine kaufmännische Lehre. Nach seiner Tätigkeit als Korrespondent wurde er 1941 von der Wehrmacht eingezogen und geriet anschließend in Kriegsgefangenschaft.
Nach dem Zweiten Weltkrieg machte Lueddecke ab 1945 eine Lehrerausbildung und legte 1953 die 2. Lehrerprüfung ab. 1954 wurde er Beamter und trat 1960 der SPD bei. 1962 wurde er Rektor und Schulleiter der Grundschule am Schäfersee in Berlin-Reinickendorf. Bei der Berliner Wahl 1967 wurde Lueddecke in das Abgeordnetenhaus von Berlin gewählt, im März 1971 schied er aus dem Parlament aus.